# Katharina Kolowrat von Liebsteinsky

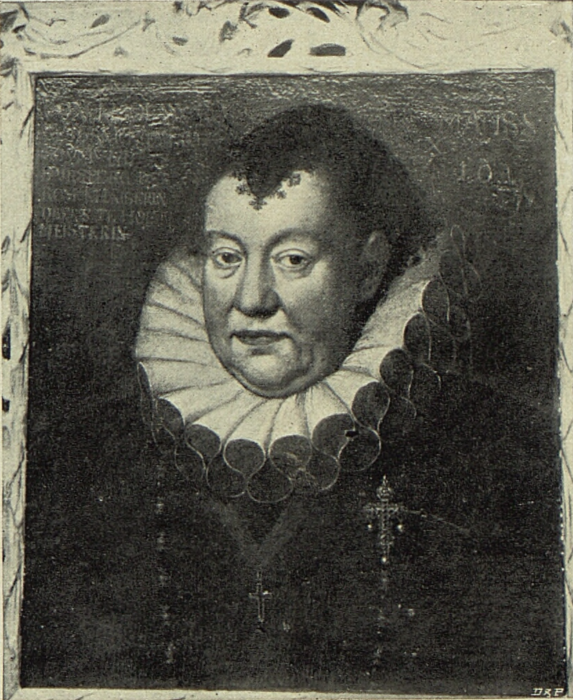
Katharina Kolowrat von Liebsteinsky

Katharina Kolowrat von Liebsteinsky geborene Freiin Boymont zu Payrsberg (* 11. Mai 1562 in Innsbruck; † 23. Juni 1618 in Wien) war eine aus Tirol stammende Adlige. Sie war Kammerfrau der Philippine Welser und der Anna Caterina Gonzaga sowie von 1611 bis 1618 Obersthofmeisterin der Kaiserin Anna.

## Leben

### Herkunft
Sie stammte aus einem alten vermögenden Tiroler Adelsgeschlecht. Ihre Eltern waren der Regimentsrat Martin Boymont zu Payrsberg († 1570), der zusammen mit seinem Bruder Jakob 1568 von Erzherzog Ferdinand II. von Tirol in den erblichen Freiherrenstand erhoben wurde, und Katharina geborene Ungelter zu Deissenhausen. Katharina Boymont zu Payrsberg diente zunächst am Innsbrucker Hof der Philippine Welser als Hofdame. Dort dürfte sie auch die Bekanntschaft mit ihrem späteren Ehemann, dem Höfling Johann Kolowrat von Liebsteinsky, Kämmerer des Tiroler Erzherzogs Ferdinand II. und Neffe der Philippine Welser, gemacht haben. Johann lebte seit 1560 in Innsbruck. 1575 wurde er Page Kaiser Rudolfs II. und kehrte darauf als Mundschenk und Truchsess nach Innsbruck zurück. Am Paulstag 1578 wurde auf Vermittlung Erzherzog Ferdinand II. die Verlobung zwischen dem „wohlgeboren Fräulein Catharina zu Boimundt und Pairsberg“ und Johann Kolowrat von Liebsteinsky bekannt gegeben.

### Kolowrat-Hochzeit

Festzug der Kolowrat-Hochzeit

Am 14. Februar 1580 fand die Hochzeit in Prag statt. Zu Ehren seiner Ehefrau Philippine veranstaltete Erzherzog Ferdinand II. ein mehrtägiges glanzvolles Hochzeitsfest. Der Landesfürst nutze dieses Ereignis vor allem zur eigenen Zurschaustellung und Inszenierung. Das Fest begann am 14. Februar 1580 in der Innsbrucker Neustadt mit einem Ringelrennen in drei Aufzügen, an dem jeder Teilnehmer mit einer Maske erscheinen musste, am 15. Februar mit einem Turnier mit mythologischen und kosmologischen Themen, an dem der Erzherzog persönlich als gekrönter Jupiter in kostbaren Gewändern gekleidet auf einem vergoldeten Streitwagen auftrat und endete am 16. Februar mit internationalen Zweikämpfen vor der landesfürstlichen Burg. Der Festzug ist in aquarellierten Kupferstichen, dem sogenannten „Kolowrat-Kodex“, überliefert. Als Hochzeitsgeschenk Kaiser Rudolfs II. erhielt das frischvermählte Brautpaar durch Freiherr von Wolkenstein einen vergoldeten Becher. Die arrangierte Ehe die allen Anschein nach glücklich verlief, entstammten vier Söhne und eine Tochter.

### Späteres Leben
Nach dem Tode Philippines fungierte Katharina Kolowrat von Liebsteinsky als Kammerfrau der Anna Caterina Gonzaga, die sich 1611 in ein Kloster zurückzog. Darauf trat Katharina am 1. Dezember 1611 in Wien als Obersthofmeisterin in die Dienste der Erzherzogin Anna von Österreich-Tirol, der Gemahlin Kaiser Matthias. In ihrer Eigenschaft nahm sie 1612 an der Krönung der Kaiserin in Frankfurt am Main und 1613 in Prag teil. Als Vorsteherin des Hofes übernahm sie u. a. die Verwaltung der Finanzen des kaiserlichen Haushaltes. Neben dem Hofadel standen ihr zwei besoldete Dienerinnen und ein "beköstigter" Diener zur Verfügung. Ihr Gehalt betrug 400 Gulden. 1615 vermachte ihr ihr Mann, der am 14. September 1616 starb, testamentarisch sein gesamten Vermögen. Katharina Kolowrat von Liebsteinsky starb am 23. Juni 1618 und wurde in der Harrach´schen Kapelle bei St. Thomas auf der Prager Kleinseite bestattet. Im Amt folgte ihr 1618 Gräfin Margarethe von Mörsberg nach. Ihre Tochter Benigna Katharina diente der Kaiserin Anna ebenfalls als Hofdame. 

## Nachkommen
Aus ihrer Ehe mit Johann Liebsteinsky von Kolowrat (1552–1616) gingen folgende Kinder hervor:
1. Ferdinand Wilhelm (1581–1659), Jesuit in Innsbruck
2. Benigna Katharina (* 1582), 1.⚭ Christoph Popel von Lobkowitz († 1613), 2.⚭ Freiherr Johann von Wolkenstein-Rodenegg (1585–1649)
3. Albrecht (1583–1648), ⚭ Freiin Sabina Viktoria Freiin von Wolkenstein (1596–1684)
  1. Franz Karl (1620–1700) Diplomat, ⚭ Magdalena Ludmilla Maximiliana Freiin von Oppersdorf
  2. Ferdinand Ludwig (1621–1701), Großprior des Malteserordens
  3. Johann Wilhelm (1627–1668) Erzbischof von Prag
  4. Leopold Ulrich (1635–1690)
4. Johann Georg (1584–1610), Kanoniker in Regensburg und Breslau, Domherr zu Passau
5. Andreas Karl (1586–1603)